# The Spiral Staircase (película de 1975)
The Spiral Staircase (conocida en español como La escalera de caracol en España y Escalera de caracol en México) es una película británica de suspenso y terror de 1975 dirigida por Peter Collinson y protagonizada por Jacqueline Bisset y Christopher Plummer. Es una nueva versión de la película de 1946 del mismo nombre en su idioma original, que fue adaptada de la novela británica de 1933 de Ethel Lina White Some Must Watch.

## Argumento
Helen Mallory es una hermosa joven que no ha podido pronunciar una palabra desde que vio morir a su marido y a su hija en un incendio. Visita la casa de su abuela anciana e inválida y conoce a su tío, Joe Sherman, un respetado psiquiatra. La visita se convierte en una pesadilla cuando se encuentra con el descarado hermano de Joe, Steven, así como con una pretenciosa belleza sureña llamada Blanche y otros personajes misteriosos en una casa donde la vida de todos parece estar en grave peligro.

## Reparto
- Jacqueline Bisset como Helen Mallory.
- Christopher Plummer como el Dr. Joe Sherman.
- John Phillip Law como Steven Sherman.
- Sam Wanamaker como el teniente Fields.
- Mildred Dunnock como la Sra. Sherman.
- Gayle Hunnicutt como Blanche.
- Elaine Stritch como enfermera Baker.
- John Ronane como Dr. Rawley.
- Sheila Brennan como la Sra. Oates.
- Ronald Radd como Oates.
- Heather Lowe como Heather.
- Christopher Malcolm como policía.